# Ceratitis
Ceratitis (лат.) — род мух-пестрокрылок (Tephritidae) из трибы Ceratitidini. Включает опасного вредителя плодовых культур средиземноморскую плодовую муху.

## Описание
Мелкие мухи-пестрокрылки: длина тела имаго около 5 мм. Окраска пёстрая. Крылья пёстроокрашенные с тёмными прерывистыми перевязями. 
Усики состоят из 3 члеников и щетинки. У самцов Ceratitis capitata около внутреннего края задней части глаз расположены две крупные модифицированные щетинки, которые заканчиваются ромбовидными затемнёнными лопастями.

## Распространение
Главным образом, Афротропика, но инвазивный вид Ceratitis capitata был интродуцирован на многие материки (его глобальный ареал включает Африку, Европу (страны Средиземноморья), Северную, Центральную и Южную Америку, Австралию и Новую Зеландию).

## Экономическое значение

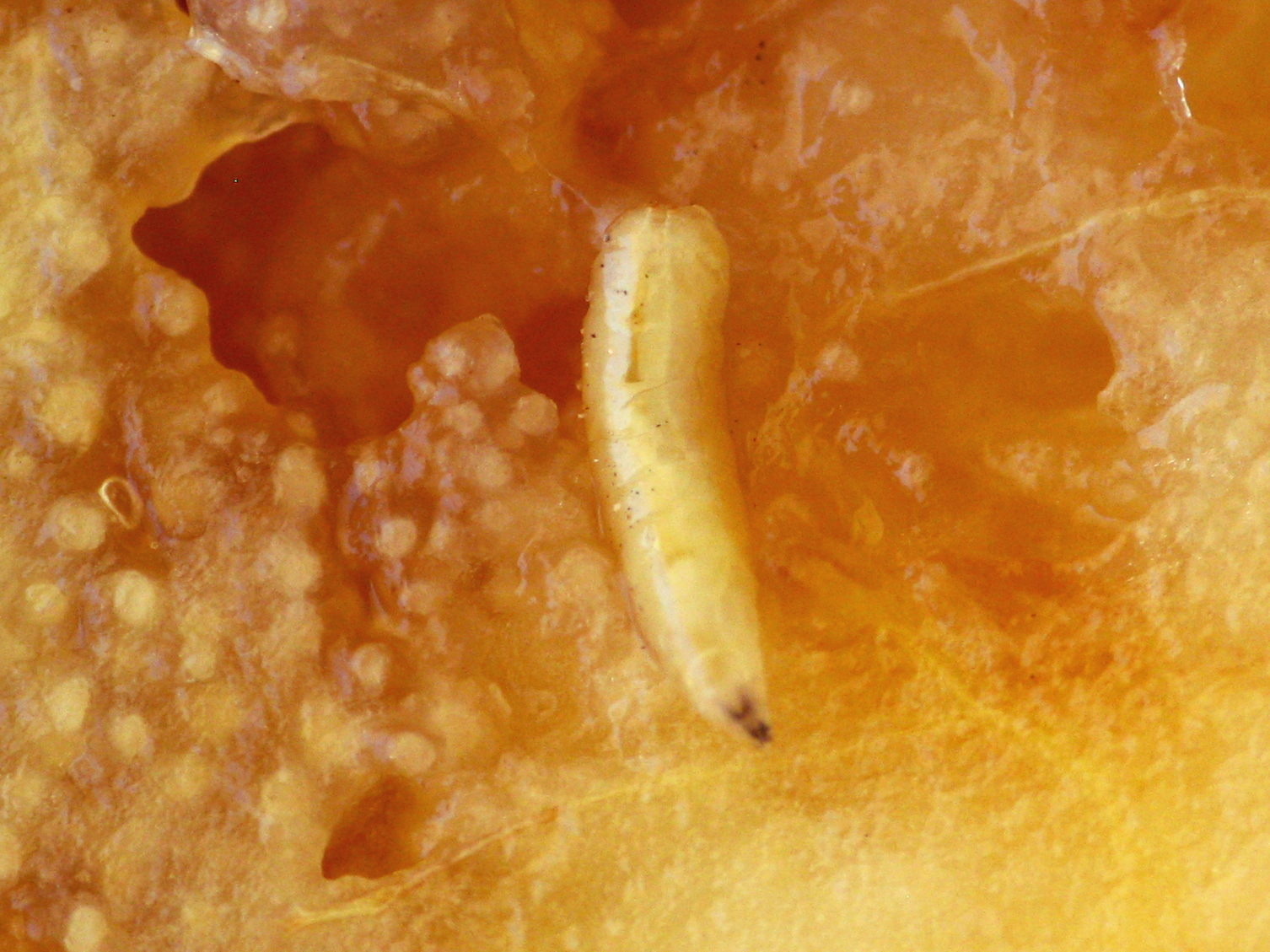
Личинка Ceratitis capitata, развивающаяся в плоде персика

Растительноядные виды. Средиземноморская плодовая муха (Ceratitis capitata) это опасный инвазивный вид, карантинный объект, вредитель плодовых культур, повреждают плоды более чем 200 видов различных растений плодовых и овощных культур, преимущественно цитрусовых (лимон, апельсин, мандарин, грейпфрут), а также граната, банана, инжира, хурмы, персика, абрикоса, сливы, черешни, яблони, авокадо, кофе, земляники, финика, винограда, помидоров, баклажанов, болгарского перца и др.

## Систематика
Около 100 видов. Включён в состав подсемейства Dacinae и триба Ceratitidini (или подтриба Ceratitidina в составе трибы Dacini).

### ПодродAcropteromma
- Ceratitis munroana (Bezzi)

### ПодродCeratalaspis
- Ceratitis aliena (Bezzi)
- Ceratitis andranotobaka Hancock
- Ceratitis antistictica Bezzi
- Ceratitis argenteobrunnea Munro
- Ceratitis brucei Munro
- Ceratitis connexa (Bezzi)
- Ceratitis contramedia (Munro)
- Ceratitis cosyra (Walker)
- Ceratitis discussa Munro
- Ceratitis divaricata (Munro)
- Ceratitis dumeti Munro
- Ceratitis epixantha (Hering)
- Ceratitis grahami Munro
- Ceratitis guttiformis Munro
- Ceratitis hancocki De Meyer
- Ceratitis lentigera Munro
- Ceratitis lineata (Hering)
- Ceratitis lunata Munro
- Ceratitis marriotti Munro
- Ceratitis mlimaensis De Meyer
- Ceratitis morstatti Bezzi
- Ceratitis nana Munro
- Ceratitis neostictica De Meyer
- Ceratitis ovalis Munro
- Ceratitis paradumeti De Meyer
- Ceratitis quinaria (Bezzi)
- Ceratitis scaevolae (Munro)
- Ceratitis silvestrii Bezzi
- Ceratitis simi Munro
- Ceratitis stictica Bezzi
- Ceratitis striatella (Munro)
- Ceratitis sucini De Meyer
- Ceratitis turneri (Munro)
- Ceratitis venusta (Munro)

### ПодродCeratitis
- Ceratitis brachychaeta Freidberg
- Ceratitis caetrata Munro
- Ceratitis capitata (Wiedemann)
- Ceratitis catoirii Guérin-Méneville
- Ceratitis cornuta (Bezzi)
- Ceratitis malgassa Munro
- Ceratitis manjakatompo Hancock
- Ceratitis pinax Munro

### ПодродHoplolophomyia
- Ceratitis cristata (Bezzi)

### ПодродPardalaspis
- Ceratitis bremii Guérin-Méneville
- Ceratitis cuthbertsoni (Munro)
- Ceratitis ditissima (Munro)
- Ceratitis edwardsi (Munro)
- Ceratitis hamata De Meyer
- Ceratitis munroi De Meyer
- Ceratitis punctata (Wiedemann)
- Ceratitis semipunctata De Meyer
- Ceratitis serrata De Meyer
- Ceratitis zairensis De Meyer

### ПодродPterandrus
- Ceratitis acicularis (Munro)
- Ceratitis anonae Graham
- Ceratitis bicincta Enderlein
- Ceratitis chirinda (Hancock)
- Ceratitis colae Silvestri
- Ceratitis curvata (Munro)
- Ceratitis faceta Enderlein
- Ceratitis flexuosa (Walker)
- Ceratitis fulicoides (Munro)
- Ceratitis gravinotata (Munro)
- Ceratitis inauratipes (Munro)
- Ceratitis lepida (Munro)
- Ceratitis lobata Munro
- Ceratitis melanopus (Hering)
- Ceratitis pedestris (Bezzi)
- Ceratitis penicillata (Bigot)
- Ceratitis pinnatifemur Enderlein
- Ceratitis podocarpi (Bezzi)
- Ceratitis querita (Munro)
- Ceratitis rosa Karsch
- Ceratitis roubaudi (Bezzi)
- Ceratitis rubivora (Coquillett)
- Ceratitis tananarivana Hancock
- Ceratitis tripteris (Munro)

### Подрод неизвестен
- Ceratitis fasciventris (Bezzi)